# Funaria cuspidata
Funaria cuspidata är en bladmossart som beskrevs av J. D. Hooker och William M. Wilson 1854. Funaria cuspidata ingår i släktet spåmossor, och familjen Funariaceae. Inga underarter finns listade i Catalogue of Life.